# Епархия Канджирапалли
Епархия Канджирапалли (лат. Eparchia Kanjirapallensis) — епархия Сиро-малабарской католической церкви c центром в городе Канджирапалли, Индия. Епархия Канджирапалли входит в митрополию Чанганачерри. Кафедральным собором епархии Канджирапалли является церковь святого Доминика.

## История
26 февраля 1977 года Римский папа Павел VI издал буллу Nos Beati, которой учредил епархию Канджирапалли, выделив её из архиепархии Чанганачерри.

## Ординарии епархии
- епископ Joseph Powathil (26.02.1977 — 5.11.1985) — назначен архиепископом Чанганачерри;
- епископ Mathew Vattackuzhy (20.12.1986 — 23.12.2000);
- епископ Mathew Arackal (23.12.2000 — по настоящее время).

## Источник
- Annuario Pontificio, Ватикан, 2007
- Булла Nos Beati, AAS 69 (1977), стр. 249  (лат.)